# Bocchar confusus
Bocchar confusus är en insektsart som beskrevs av William Lucas Distant 1916. Bocchar confusus ingår i släktet Bocchar och familjen hornstritar. Inga underarter finns listade i Catalogue of Life.